# António Couto dos Santos
António Fernando Couto dos Santos (Esposende, Forjães, 18 de maio de 1949 – Senhora da Hora, 6 de janeiro de 2025) foi um político português. Ocupou diversos cargos em governos portugueses, sob a chefia de Aníbal Cavaco Silva.

## Biografia
Fez o ensino secundário no Liceu Passos Manuel, em Lisboa, e licenciou-se em Engenharia Química no Instituto Superior Técnico da Universidade Técnica de Lisboa.
Foi adjunto do secretário de Estado do Ambiente (1983-1984), adjunto do ministro da Qualidade de Vida (1984-1985), secretário de Estado da Juventude (1985-1987), ministro adjunto do primeiro-ministro e da Juventude (1987-1991), ministro adjunto e dos Assuntos Parlamentares (1991-1992) e ministro da Educação (1992-1993). Este seu último cargo coincidiu com a mais intensa contestação estudantil às provas globais de acesso ao ensino superior (PGA) e às propinas. 
Foi suspeito de favorecer uma empresa de construção civil, a Ensul, através da adjudicação de obras quando tutelava a pasta da Juventude, atendendo a que a esposa de Couto dos Santos celebrou contrato promessa de compra e venda, em maio de 1992, de um apartamento na Costa da Caparica com uma imobiliária pertença dos mesmos sócios da Ensul, à qual havia sido adjudicada a construção da pousada da juventude de Almada enquanto Couto dos Santos tutelava a pasta da Juventude, enquanto ministro adjunto. Em 1993, quando o caso veio a público pelo jornal O Independente, Couto dos Santos e a esposa desistiram do negócio, optando por comprar casa em Miraflores, e o apartamento da Costa da Caparica acabaria por ser vendido a outra cliente por um preço muito inferior ao que havia sido contratado por Couto dos Santos e a esposa. A Polícia Judiciária chegou a investigar se havia relação entre a cliente que comprou efetivamente o imóvel, a empresa Ensul, Couto dos Santos e a esposa, mas não foram encontrados dados que apontassem para qualquer responsabilidade de Couto dos Santos, que sempre negou todas as acusações, alegando estar a ser vítima de ataque pessoal.
Enquanto ministro da Educação, chegou a estar envolvido, apenas durante a fase de inquérito, no processo judicial relativo aos pagamentos ilegais do governo à antiga Direção-Geral dos Desportos, mas foi ilibado de quaisquer responsabilidades.
Para além da sua atividade de empresário, Couto dos Santos desempenhou também, entre outros cargos, o de presidente da Comissão Nacional para as Comemorações dos Descobrimentos Portugueses entre 1988 e 1991 e deputado à Assembleia da República pelo distrito de Setúbal entre 1987 e 1995. Entre 2009 e 2015, foi também deputado à Assembleia da República pelo distrito de Aveiro, tendo sido presidente do Conselho de Administração da Assembleia da República entre 2011 e 2015.
Foi ainda membro das distritais de Setúbal e do Porto e do Conselho Nacional do PSD. Foi também membro do Conselho Diretivo na Fundação Luso-Americana.
Foi presidente do Conselho da Administração da Casa da Música, no Porto, tendo sido o responsável pela conclusão das obras e pela abertura da sala de espetáculo ao público em 15 de abril de 2005.
Couto dos Santos esteve ligado à Associação Empresarial de Portugal (anteriormente chamada Associação Industrial Portuense) durante 13 anos, onde desempenhou cargos de administração em diversas empresas do grupo, nomeadamente no Europarque, na Eurisko, na Parque-Invest e na Exponor, para além da própria AEP, onde foi vice-presidente executivo. Cessou a sua colaboração em 2008.
Couto dos Santos desempenhou ainda as funções de cônsul honorário da Rússia no Porto, tendo apresentado a sua recusa ao lugar em 26 de fevereiro de 2022, na sequência da invasão da Ucrânia pela Rússia.
No dia 6 de janeiro de 2025, às 11:30, foi dado um alerta por golfistas no campo Citygolf, em Matosinhos, de que se encontrava um homem morto "a boiar no lago do campo de golfe". Aquando da chegada de meios de socorro ao campo, o corpo, posteriormente identificado como sendo António Couto dos Santos, já se encontrava morto.